# Vidovec
Ne doit pas être confondu avec Vidova, Vidovo ou Vidov.
Vidovec est un village et une municipalité située dans le comitat de Varaždin, en Croatie. Au recensement de 2001, la municipalité comptait 5 539 habitants, dont 99,35 % de Croates et le village seul comptait 847 habitants.

## Localités
La municipalité de Vidovec compte 11 localités :
- Budislavec
- Cargovec
- Domitrovec
- Krkanec
- Nedeljanec
- Papinec
- Prekno
- Šijanec
- Tužno
- Vidovec
- Zamlača